# Sông Mahaweli
Sông Mahaweli (tiếng Sinhala: මහවැලි ගඟ, tiếng Tamil: மகாவலி ஆறு [mahawali gangai]), là một con sông dài 335 km, là sông dài nhất ở Sri Lanka. Sông này có lưu vực rộng 10.448 km2, là sông có lưu vực lớn nhất quốc gia này, chiếm gần như 1/5 tổng diện tích quốc đảo. Điểm khởi đầu thực sự của Mahaweli Ganga bắt đầu tại Polwathura (tại khu vực Mahawila), một ngôi làng hẻo lánh của Quận Nuwara-Eliya ở bờ Nawalapitiya của huyện Kandy và sau đó có 2 chi lưu Hatton Oya và Kotmale Oya chảy vào. Sông chảy đến vịnh Bengal ở phía tây nam của vịnh Trincomalee. Vịnh bao gồm vịnh đầu tiên trong số hẻm núi đáy biển, khiến Trincomalee trở thành một trong những bến cảng biển sâu tốt nhất trên thế giới.
Là một phần của chương trình Phát triển Mahaweli sông và các phụ lưu của nó được ngăn đập trung bình tại một số địa điểm để cho phép tưới tiêu trong vùng khô hạn, với hầu hết 1.000 km2 (386 dặm vuông Anh) đất được tưới tiêu.
Sản xuất điện năng từ thủy điện từ sáu đập của hệ thống Mahaweli cung cấp hơn 40% nhu cầu điện của Sri Lanka. Một trong nhiều nguồn của sông là Kotmale Oya.